# شبيه الكأس البلفوري
شبيه الكأس البلفوري (الاسم العلمي: Paracalyx balfourii)، نوع نبات من فصيلة البقولية. يوجد فقط في اليمن. موائلها الطبيعية هي الغابات الجافة شبه الاستوائية أو الاستوائية والمناطق الصخرية.